# Championnat d'Angleterre de football 1980-1981
Navigation
Édition précédente Édition suivante
La 82e édition du championnat d'Angleterre de football est remportée par Aston Villa. Le club birminghamien finit quatre points devant Ipswich Town et gagne son septième titre de champion d'Angleterre. 
Aston Villa se qualifie pour la Coupe des clubs champions en tant que champion d'Angleterre. Liverpool FC accompagne Aston Villa en Coupe des clubs champions comme tenant du titre. Tottenham Hotspur, vainqueur de la coupe d'Angleterre se qualifie pour la Coupe des vainqueurs de coupe. Ipswich Town, Arsenal FC, West Bromwich Albion, Southampton FC se qualifient pour la Coupe UEFA au titre de leur classement en championnat.
Le système de promotion/relégation ne change pas : descente et montée automatique, sans matchs de barrage pour les trois derniers de première division et les trois premiers de deuxième division. À la fin de la saison Crystal Palace, Leicester City et Norwich City, sont relégués en deuxième division. Ils sont remplacés à ce niveau par West Ham United, Notts County et Swansea City.
Peter Withe, attaquant anglais d'Aston Villa et Steve Archibald, attaquant écossais de Tottenham Hotspur se partagent le titre de meilleur buteur du championnat avec 20 buts inscrits.

## Les clubs de l'édition 1980-1981
| Club                                   | Ville          |
| -------------------------------------- | -------------- |
| Arsenal Football Club                  | Londres        |
| Aston Villa Football Club              | Birmingham     |
| Birmingham City Football Club          | Birmingham     |
| Brighton and Hove Albion Football Club | Brighton       |
| Coventry City Football Club            | Coventry       |
| Crystal Palace Football Club           | Londres        |
| Everton Football Club                  | Liverpool      |
| Ipswich Town Football Club             | Ipswich        |
| Liverpool Football Club                | Liverpool      |
| Leeds United Football Club             | Leeds          |
| Leicester City Football Club           | Leicester      |
| Manchester United Football Club        | Manchester     |
| Manchester City Football Club          | Manchester     |
| Middlesbrough Football Club            | Middlesbrough  |
| Norwich City Football Club             | Norwich        |
| Nottingham Forest Football Club        | Nottingham     |
| Southampton Football Club              | Southampton    |
| Stoke City Football Club               | Stoke-on-Trent |
| Sunderland Association Football Club   | Sunderland     |
| Tottenham Hotspur Football Club        | Londres        |
| West Bromwich Albion Football Club     | Birmingham     |
| Wolverhampton Wanderers Football Club  | Wolverhampton  |

## Classement
| Rang | Équipe                  | Pts | J  | G  | N  | P  | Bp | Bc | Diff |
| ---- | ----------------------- | --- | -- | -- | -- | -- | -- | -- | ---- |
| 1    | Aston Villa             | 60  | 42 | 26 | 8  | 8  | 72 | 40 | +32  |
| 2    | Ipswich Town            | 56  | 42 | 23 | 10 | 9  | 77 | 43 | +34  |
| 3    | Arsenal                 | 53  | 42 | 19 | 15 | 8  | 61 | 45 | +16  |
| 4    | West Bromwich Albion    | 52  | 42 | 20 | 12 | 10 | 60 | 42 | +18  |
| 5    | Liverpool               | 51  | 42 | 17 | 17 | 8  | 62 | 42 | +20  |
| 6    | Southampton             | 50  | 42 | 20 | 10 | 12 | 76 | 56 | +20  |
| 7    | Nottingham Forest       | 50  | 42 | 19 | 12 | 11 | 62 | 44 | +18  |
| 8    | Manchester United       | 48  | 42 | 12 | 18 | 9  | 51 | 36 | +15  |
| 9    | Leeds United            | 44  | 42 | 17 | 10 | 15 | 39 | 47 | -8   |
| 10   | Tottenham Hotspur       | 43  | 42 | 14 | 15 | 13 | 70 | 68 | +2   |
| 11   | Stoke City              | 42  | 42 | 12 | 18 | 12 | 51 | 60 | -9   |
| 12   | Manchester City         | 39  | 42 | 14 | 11 | 17 | 56 | 59 | -3   |
| 13   | Birmingham City         | 38  | 42 | 13 | 12 | 17 | 50 | 61 | -11  |
| 14   | Middlesbrough           | 37  | 42 | 16 | 5  | 21 | 53 | 61 | -8   |
| 15   | Everton                 | 36  | 42 | 13 | 10 | 19 | 55 | 58 | -3   |
| 16   | Coventry City           | 36  | 42 | 13 | 10 | 19 | 48 | 68 | -20  |
| 17   | Sunderland              | 35  | 42 | 14 | 7  | 21 | 52 | 53 | -1   |
| 18   | Wolverhampton Wanderers | 35  | 42 | 13 | 9  | 22 | 43 | 55 | -12  |
| 19   | Brighton & Hove Albion  | 35  | 42 | 14 | 7  | 21 | 54 | 67 | -13  |
| 20   | Norwich City            | 33  | 42 | 13 | 7  | 22 | 49 | 76 | -27  |
| 21   | Leicester City          | 32  | 42 | 13 | 6  | 23 | 40 | 67 | -27  |
| 22   | Crystal Palace          | 19  | 42 | 6  | 7  | 29 | 47 | 83 | -36  |

|  | Champion d'Angleterre |
|  | Relégation            |

## Affluences
| #  | Club                     | Stade            | Affluence moyenne sur la saison | Variation |
| -- | ------------------------ | ---------------- | ------------------------------- | --------- |
| 1  | Manchester United        | Old Trafford     | 45 071                          | - 12,7 %  |
| 2  | Liverpool FC             | Anfield          | 37 547                          | - 15,8 %  |
| 3  | Aston Villa              | Villa Park       | 34 117                          | + 22 %    |
| 4  | Manchester City          | Maine Road       | 33 587                          | - 4,8 %   |
| 5  | Arsenal FC               | Highbury         | 32 480                          | - 3,3 %   |
| 6  | Tottenham Hotspur        | White Hart Lane  | 30 724                          | - 4 %     |
| 7  | Sunderland AFC           | Roker Park       | 26 477                          | D2        |
| 8  | Everton FC               | Goodison Park    | 24 105                          | - 9,1 %   |
| 9  | Ipswich Town             | Portman Road     | 24 619                          | + 13,9 %  |
| 10 | Nottingham Forest        | City Ground      | 24 483                          | - 7,1 %   |
| 11 | Wolverhampton Wanderers  | Molineux Stadium | 21 551                          | - 16,2 %  |
| 12 | Southampton FC           | The Dell         | 21 482                          | + 0,7 %   |
| 13 | Leeds United             | Elland Road      | 21 377                          | - 6,2 %   |
| 14 | West Bromwich Albion     | The Hawthorns    | 20 331                          | - 16,2 %  |
| 15 | Leicester City           | Filbert Street   | 19 476                          | D2        |
| 16 | Crystal Palace           | Selhurst Park    | 19 280                          | -35,3 %   |
| 17 | Birmingham City          | St Andrew's      | 19 248                          | D2        |
| 18 | Brighton and Hove Albion | Goldstone Ground | 18 984                          | - 23,3 %  |
| 19 | Norwich City             | Carrow Road      | 17 140                          | - 0,5 %   |
| 20 | Coventry City            | Highfield Road   | 16 904                          | - 12,5 %  |
| 21 | Middlesbrough            | Ayresome Park    | 16 432                          | -12,3 %   |
| 22 | Stoke City               | Victoria Ground  | 15 580                          | -22,8 %   |

## Bilan de la saison
| Tableau d'Honneur                          |                   |
| Compétition                                | Vainqueur         |
| Championnat d'Angleterre de football       | Aston Villa       |
| Coupe d'Angleterre de football             | Tottenham Hotspur |
| Coupe de la Ligue d’Angleterre de football | Liverpool FC      |
| Charity Shield                             | Liverpool FC      |

| Promotions et relégations |                                            |
| Promus                    | West Ham United Notts County Swansea City  |
| Relégués                  | Leicester City Crystal Palace Norwich City |

## Meilleur buteur
Avec 20 buts, Peter Withe, attaquant anglais qui joue à Aston Villa et Steve Archibald, attaquant écossais qui joue à Tottenham Hotspur,  remportent chacun leur unique titre de meilleur buteur du championnat.